# Hotel Astoria (Szentpétervár)

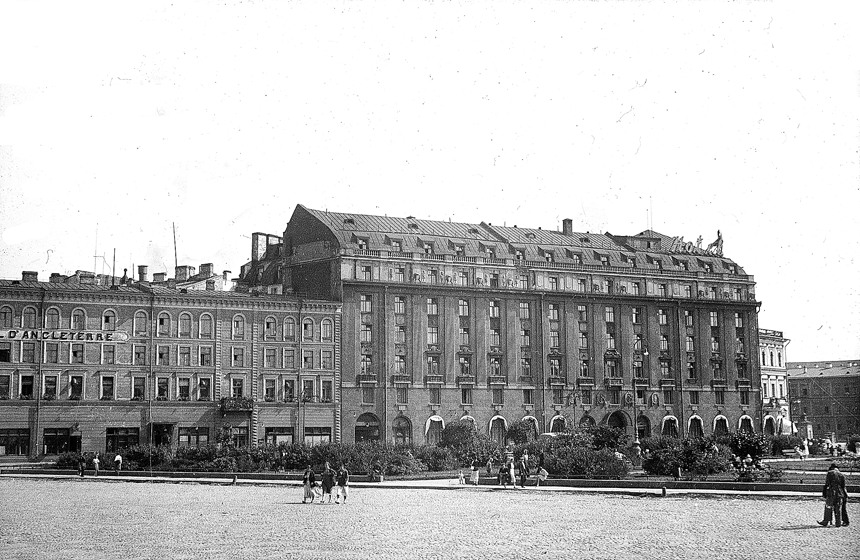
Az Angleterre és az Astoria 1930-ban

A Hotel Astoria (oroszul: гости́ница «Асто́рия») évszázados múltú ötcsillagos szálloda Szentpéterváron.
A hotel a Szent Izsák téren (Исаа́киевская пло́щадь), a Szent Izsák-katedrálisnál (Исаа́киевский Собо́р), szemben a régi német nagykövetséggel 1912 decemberében nyílt meg a vendégek előtt. 
A szállodában 213 szoba van, beleértve 52 lakosztályt.
Testvérszállodája a szomszédjában lévő Angleterre Hotel. Mindkettő tulajdonosa a Rocco Forte Hotels, a Leading Hotels of the World globális hotelkonzorcium tagja.
Az Astoria hotelt 2002-ben teljesen felújították.

## Fordítás
- Ez a szócikk részben vagy egészben  a   Hotel Astoria (Saint Petersburg) című angol Wikipédia-szócikk ezen változatának fordításán alapul.  Az eredeti cikk szerkesztőit annak laptörténete sorolja fel. Ez a jelzés csupán a megfogalmazás eredetét és a szerzői jogokat jelzi, nem szolgál a cikkben szereplő információk forrásmegjelöléseként.